# Transports dans les Deux-Sèvres
Les transports dans le département français des Deux-Sèvres présentent des caractéristiques différentes selon le mode de transport étudié. Si la préfecture Niort est le principal carrefour autoroutier de l'ancien Poitou-Charentes (autoroute A10 vers Paris et Bordeaux, autoroute A83 vers Nantes et route nationale 11 à 2x2 voies vers La Rochelle), elle est un carrefour ferroviaire beaucoup plus secondaire, ce rôle étant pris par Poitiers et La Rochelle. Dans le nord du département, en l'absence de grande ville, le principal axe routier est d'orientation nord-ouest - sud-est tandis que la dernière ligne ferroviaire est d'orientation sud-ouest - nord-est.
Proches de l'océan mais sans accès sur celui-ci, situées entre des agglomérations importantes (Poitiers, La Rochelle, Nantes, Angers), les Deux-Sèvres ne possèdent ni port de commerce ni aéroport.

## Transport routier

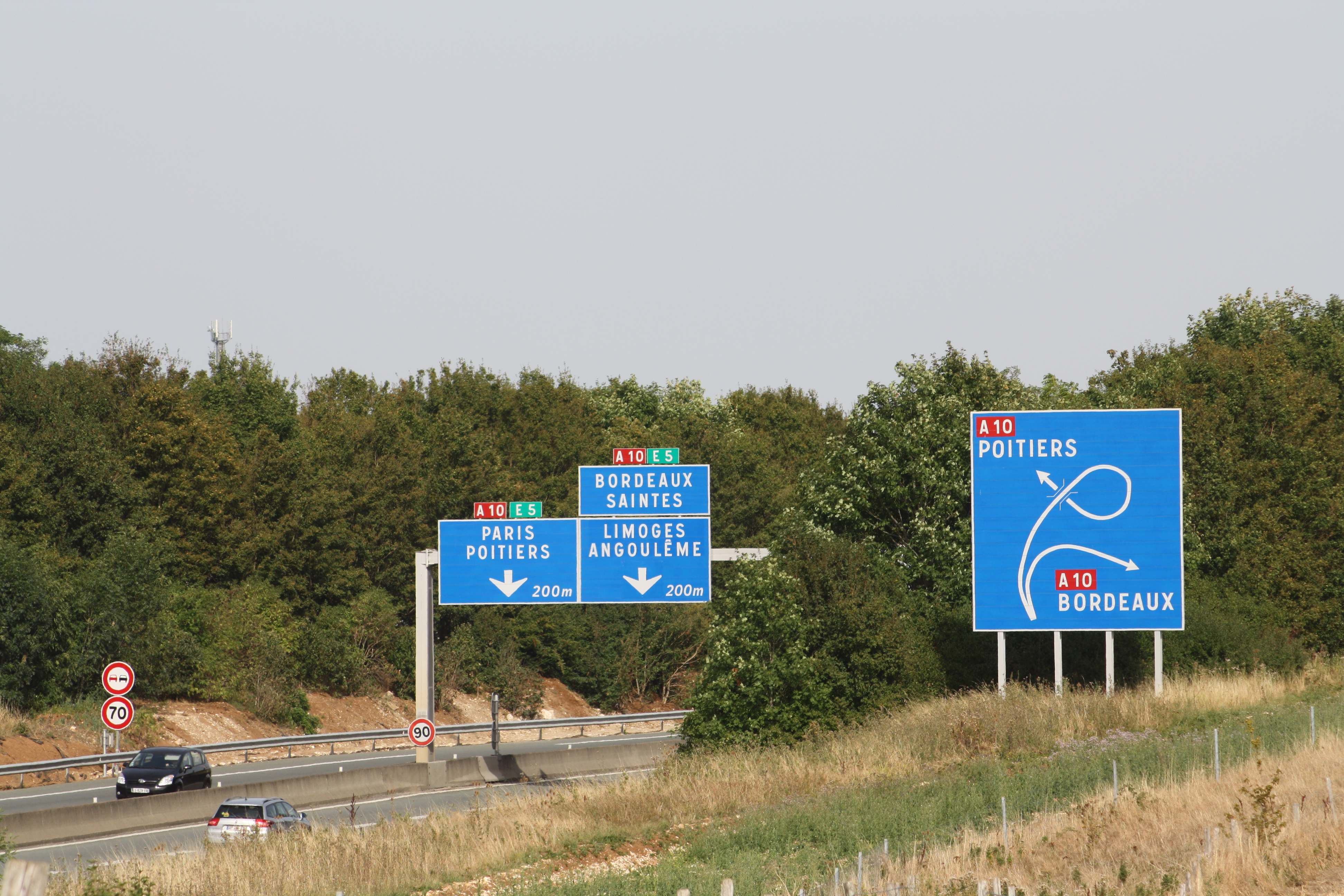
L'autoroute A83 au niveau de l'échangeur avec l'autoroute A10, près de Niort.

### Infrastructures routières
Niort est un important carrefour autoroutier. En effet, lors de la construction de l'autoroute A10 Paris - Bordeaux, un itinéraire par Niort et Saintes a été préféré à celui par Angoulême suivi par la route nationale 10. C'est donc logiquement près de Niort que l'autoroute A83 a ensuite rejoint l'A10 : celle-ci contourne Niort par le nord-est, après qu'un passage à l'ouest dans le Marais poitevin a été abandonné sous la pression d'associations écologistes. La route nationale 11 — qui doit à terme être convertie en autoroute A810 — relie La Rochelle à Niort et à l'A10, et est grande partie aménagée à 2x2 voies.
Dans le nord du département, la route nationale 149 est doublée de Nantes à Bressuire par la route nationale 249 à 2x2 voies ; celle-ci doit à terme être poursuivie jusqu'à Poitiers par Parthenay.

### Transport collectif de voyageurs
Les Deux-Sèvres sont desservies par le réseau des cars régionaux Nouvelle-Aquitaine, qui exploite 16 lignes dans le département.

## Transport ferroviaire

### Historique

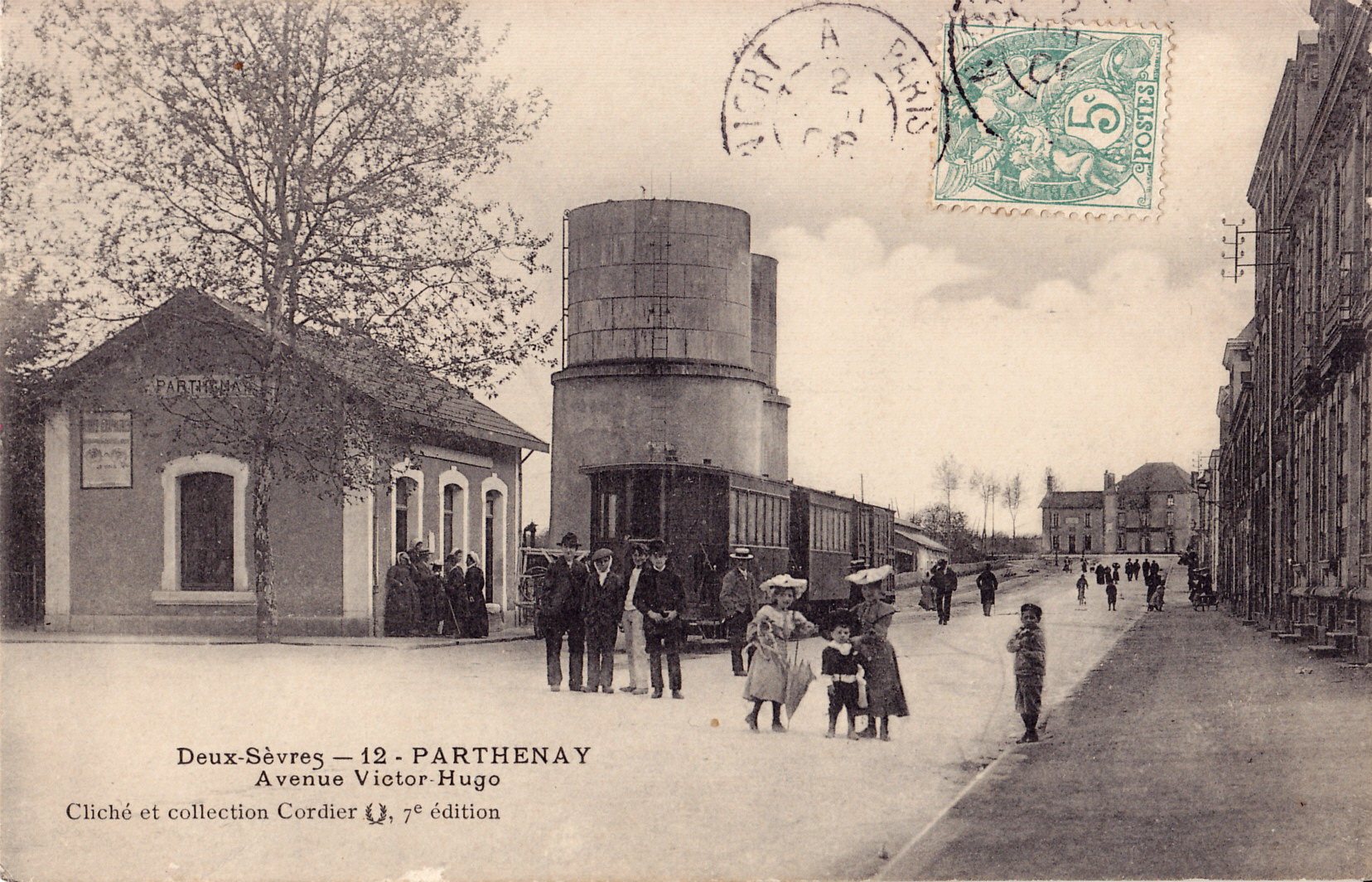
Les gares de Parthenay du réseau d'intérêt général et des Tramways des Deux-Sèvres, au début du XXe siècle.

La ligne de Saint-Benoît (Poitiers) à La Rochelle par Niort est la première ligne de chemin de fer ouverte dans le département, en 1856-1857. Le réseau d’intérêt général, d'abord développé par la Compagnie du chemin de fer de Paris à Orléans (PO) et par plusieurs petites compagnies, sera repris par l'Administration des chemins de fer de l'État (État) après la défaillance de ces dernières en 1878. L'État tente alors de faire de la ligne de Chartres à Bordeaux-Saint-Jean, qui traverse Thouars, Parthenay et Niort, la ligne maîtresse de son réseau : à la fin du XIXe siècle, elle est la seule ligne à double voie du département. Le chemin de fer d’intérêt général à écartement normal atteignait alors la plupart des villes et bourgs d'un département rural mais au relief peu marqué, dont Airvault, Beauvoir-sur-Niort, Bressuire, Cerizay, Chef-Boutonne, La Crèche, Coulonges-sur-l'Autize, Échiré, Frontenay-Rohan-Rohan, Mauléon, Mauzé, Melle, Moncoutant, Niort, Nueil-les-Aubiers, Parthenay, Prahecq, Saint-Maixent et Thouars.
Des lignes à écartement métrique, moins onéreuses, seront également construites pour desservir les territoires restés isolés : sous le statut de chemins de fer d’intérêt local, exploités par les Tramways des Deux-Sèvres (dont le réseau dépassera 150 km et desservira notamment Argenton-Château, Lezay et Secondigny), mais aussi — fait rare — sous le statut de voie ferrée d'intérêt général pour les deux lignes du réseau des Charentes et Deux-Sèvres dans le sud du département. Ces lignes à écartement métrique fermeront entre les années 1930 et les années 1950 ; beaucoup de lignes à écartement normal subiront le même sort, principalement dans la deuxième moitié du XXe siècle.
La ligne de Chartres à Bordeaux-Saint-Jean, en particulier, périclite à la suite de la création de la SNCF en 1938, qui lui ôte sa principale raison d'être. La ligne de Saint-Benoît à La Rochelle-Ville devient alors la principale ligne ferroviaire du département : électrifiée en 1993, elle voit depuis circuler un nombre grandissant de TGV reliant Paris à La Rochelle, et voit sa vitesse relevée à 200 km/h sur certaines sections en 2016.
|                                             |
| Le réseau ferroviaire à son apogée en 1930. |

|                                     |
| Le réseau ferroviaire de nos jours. |

|                                                    |
| Carte animée de l’évolution du réseau ferroviaire. |

### Situation actuelle

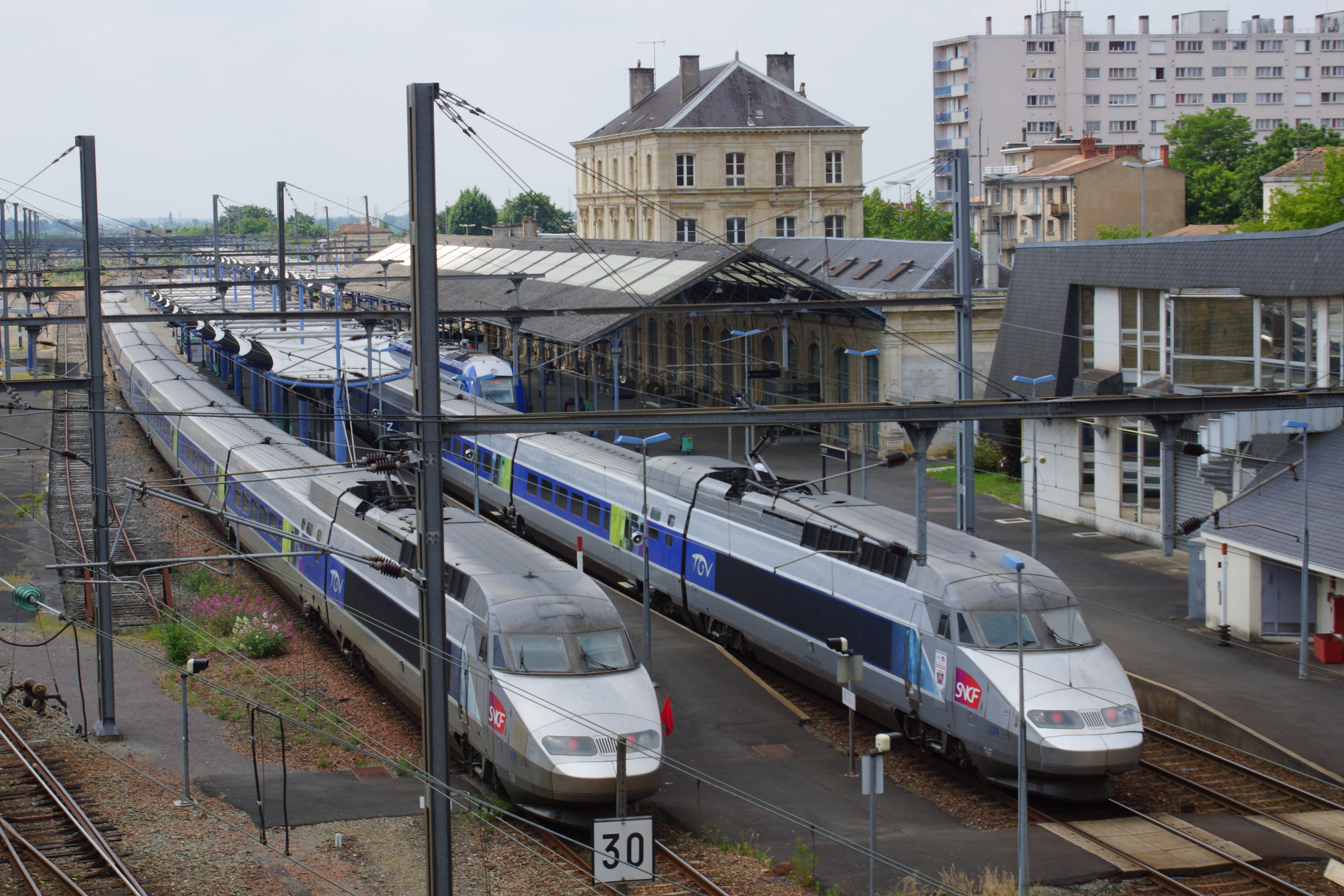
Deux rames TGV Atlantique se croisent en gare de Niort en 2016.

La principale gare de voyageurs est la gare de Niort, avec une fréquentation annuelle de 1 233 000 voyageurs en 2019, suivie de loin par la gare de Saint-Maixent-l'École et ses 178 000 voyageurs.
Ces deux gares sont situées sur la ligne de Saint-Benoît à La Rochelle-Ville, principal axe ferroviaire du département, à double voie (sauf entre Lusignan et Saint-Maixent) et électrifié, qui voit circuler un important trafic de TGV inOui et Ouigo reliant Paris et La Rochelle. Une petite voie unique non-électrifiée se détache à Niort vers Saint-Jean-d'Angély et Saintes.
Dans le nord du département, une liaison TER peu fréquente est maintenue sur deux sections mises bout à bout de la ligne de Chartres à Bordeaux-Saint-Jean et de la ligne des Sables-d'Olonne à Tours, par Thouars et Bressuire.
Outre les trains TGV inOui, Ouigo et TER Nouvelle-Aquitaine, un trafic fret significatif se maintient pour les produits agricoles et de carrière, ce qui justifie la conservation pour ce trafic de deux sections de la ligne de Chartres à Bordeaux-Saint-Jean au sud de Thouars et entre Parthenay et Niort.

## Transport aérien
Situés entre les aéroports de Poitiers-Biard, La Rochelle - Île de Ré et Nantes-Atlantique, le département ne possède aucun aéroport ouvert au trafic régulier commercial.
L'aérodrome de Niort - Marais Poitevin est ouvert aux vols d'affaires, de fret et sanitaires. Les aérodromes de Mauléon et Thouars sont quant à eux réservés à l'aviation légère de tourisme et de loisirs.

## Transports en commun urbains et périurbains

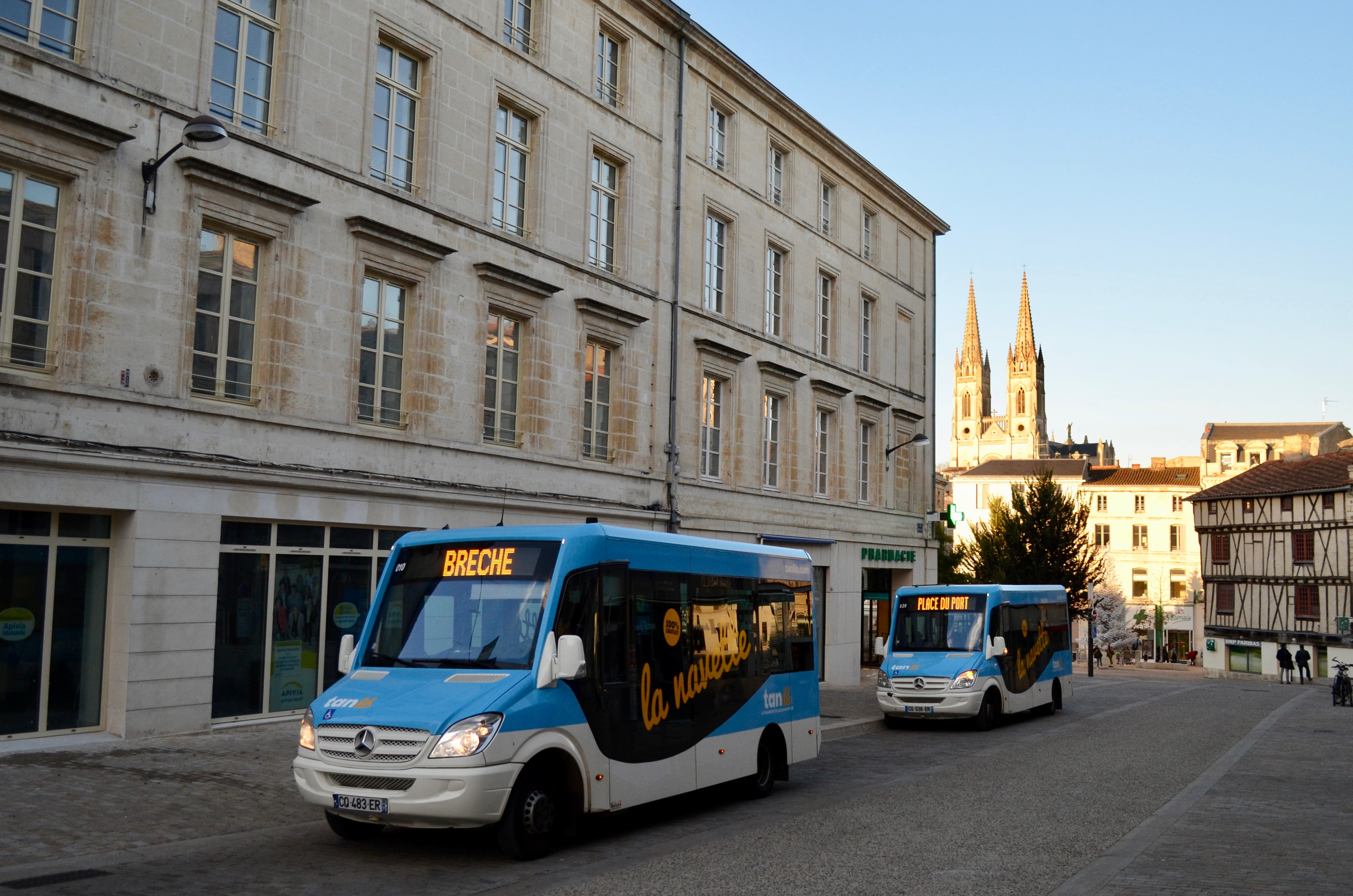
Deux véhicules Mercedes-Benz Sprinter assurant La Navette du centre-ville du réseau Tanlib de Niort en 2017.

La Communauté d'agglomération du Niortais et la Communauté d'agglomération du Bocage Bressuirais sont autorités organisatrices de la mobilité sur leur territoire et organisent des services de transport dans leur ressort territorial.
Les réseaux Tanlib (Niort) et Tréma (Bressuire) desservent, outre leur ville-centre, de larges territoires périurbains, par une vingtaine de lignes régulières d'autobus et d'autocars chacun.

## Modes actifs
Le département est traversé par plusieurs voies vertes, véloroutes et sentiers de grande randonnée.